# Frithiof Mårtensson
Frithiof M. Mårtensson (Eslöv, 19 de maio de 1884 - Estocolmo, 20 de junho de 1956) foi um atleta olímpico sueco, competidor da luta greco-romana.

## Carreira
Frithiof é o campeão da categoria média da luta greco-romana dos jogos de Londres (1908) após um ato de espírito olímpico do seu oponente. Mårtensson machucou-se e a final foi adiada para 24 horas mais tarde, tempo suficiente para a sua recuperação. 